# ホセ・ロザリオ
ホセ・ロザリオ（José "El Gran" Lothario、本名：Guadalupe Robledo、1934年12月12日 - 2018年11月6日）は、メキシコ出身のプロレスラー。
メキシカン人口の多いアメリカ合衆国のテキサス州を主戦場に、技巧派のベビーフェイスとして活躍した（サンアントニオがホームタウンであることから、テキサス州サンアントニオ出身のメキシコ系アメリカ人と紹介される場合もある）。
トレーナーとして後進の指導にも尽力し、ジノ・ヘルナンデスやショーン・マイケルズなどのトップスターを育てた。

## 来歴
1957年にメキシコシティにてデビュー後、1959年にアメリカに進出、サンフランシスコ、アマリロ、テネシーを経て、1961年よりフロリダに参戦。以降、1960年代全般はフロリダを主戦場に、ワフー・マクダニエルやエディ・グラハムと組んで同地区認定のNWA世界タッグ王座を通算4回獲得。1968年11月にはボリス・マレンコからブラスナックル王座を奪取するなど、ラフファイトの強さも見せた。
1969年よりテキサス東部のダラス地区に入り、フリッツ・フォン・エリックの主宰するNWAビッグタイム・レスリング（後のWCCW）に参戦。フロリダ時代からの宿敵ジョニー・バレンタインを相手に、テキサス・ヘビー級王座を巡る抗争を展開する。以後1975年にかけて、バレンタイン、スタン・スタージャック、ブラックジャック・マリガン、ブラックジャック・ランザ、スーパースター・ビリー・グラハムらを破り、同地区のシングル王座を再三に渡って獲得した。タッグではミル・マスカラスとのメキシカン・コンビで活躍。1973年11月30日にはブラック・ゴールドマン&エル・ゴリアスからテキサス・タッグ王座を奪取した。
その間、1972年3月に日本プロレスに初来日。ゴリラ・モンスーン、アブドーラ・ザ・ブッチャー、ディック・マードック、カリプス・ハリケーン、マイティ・ブルータス、キラー・ブルックス、カナディアン・ランバージャックらと共に、ワールドリーグ戦の第14回大会に出場したが、膝の負傷により途中帰国している。上田馬之助、グレート小鹿、星野勘太郎から白星を収め、大木金太郎と引き分けるなど幸先の良い戦績を残していたものの、以後の公式戦はすべて不戦敗となった。
プエルトリコにも遠征しており、1975年3月22日にトール・タナカからカリビアン・ヘビー級王座を奪取している（同王座には1968年5月25日、トーナメントの決勝でレッド・バスチェンから不戦勝を収めたとして初代王者に認定されており、これが通算3度目の戴冠となった）。
1970年代後半もテキサスを主戦場に、ダラスのビッグタイム・レスリングでは1976年3月3日にロッキー・ジョンソンと組んでスタン・ハンセン&キラー・ブルックスからテキサス・タッグ王座を奪取。以降もザ・スポイラー、マーク・ルーイン、キャプテンUSA、ブル・ラモスなどのヒール勢とタイトルを争った。同時期にはジョー・ブランチャードの主宰するサンアントニオのサウスウエスト・チャンピオンシップ・レスリング（SCW）でも活動、マスカラスとのコンビを再結成し、ブルーザー・ブロディとも何度となく対戦している。1979年には、ヒールターンした弟子のジノ・ヘルナンデスを相手に、ダラスとサンアントニオの両プロモーションを股にかけて抗争を繰り広げた。
1981年12月25日、ダラスでアーニー・ラッドを破り通算5回目となるテキサス・ブラスナックル王座獲得を果たす。これが最後のタイトル戴冠となり、翌1982年3月29日にバグジー・マグローに敗れるまで、ザ・グレート・カブキやワイルド・ビル・アーウィンを相手に防衛を続けた。1983年6月16日には、ダラス地区に遠征してきたジャンボ鶴田のユナイテッド・ナショナル・ヘビー級王座にも挑戦している。
キャリア末期の1984年は、ビル・ワットが主宰するMSWAのヒューストンでの興行にテキサスのレジェンドとして出場、ブッチ・リードやヘラクレス・ヘルナンデスなど、当時の若手ヒールと対戦し健在ぶりを見せた。
1984年に現役を引退してサンアントニオに居住。同年10月には弟子のショーン・マイケルズがSCWの後継団体であるテキサス・オールスター・レスリングにてデビューしている。1996年から1997年の初頭にかけては、WWFのスーパースターとなったマイケルズのマネージャーとしてレッスルマニアなどのビッグイベントに登場、彼のセコンド役を務めた。悪徳マネージャーのジム・コルネットとの抗争アングルも組まれ、1996年9月22日開催のPPV "Mind Games" ではコルネットを相手に試合にも出場。WWFとの契約終了後も、1999年にマイケルズが立ち上げたプロレスリング・スクール兼WWFファーム団体 "Texas Wrestling Academy" の運営に協力した。
2018年11月6日、83歳で死去。

## 獲得タイトル
チャンピオンシップ・レスリング・フロム・フロリダ
- NWAフロリダ・ブラスナックル王座：3回[7]
- NWAフロリダ・タッグ王座：2回（w / アルゼンチン・アポロ、ダニー・ミラー）[22]
- NWA世界タッグ王座（フロリダ版）：4回（w / ワフー・マクダニエル×2、エディ・グラハム、サム・スティムボート）[6]
- NWA南部タッグ王座（フロリダ版）：5回（w / ドン・カーティス、ジョー・スカルパ×3、ドリー・ファンク）[23]

NWAビッグタイム・レスリング / ワールド・クラス・チャンピオンシップ・レスリング
- NWAテキサス・ブラスナックル王座：5回[9]
- NWAテキサス・ヘビー級王座：4回[8]
- NWAテキサス・タッグ王座：8回（w / ミル・マスカラス、イワン・プトスキー×2、アル・マドリル×3、ロッキー・ジョンソン、シエン・カラス）[10]
- NWAアメリカン・タッグ王座：6回（w / ミル・マスカラス、イワン・プトスキー、エル・ハルコン×3、タイガー・コンウェイ・ジュニア）[24]
- WCCW TV王座：1回[25]

ガルフ・コースト・チャンピオンシップ・レスリング
- NWAガルフ・コースト・ヘビー級王座：1回[26]

NWAサンフランシスコ
- NWA世界タッグ王座（サンフランシスコ版）：2回（w / レオ・ノメリーニ、ペッパー・ゴメス）[27][28]

NWAトライステート
- NWAルイジアナ・ヘビー級王座：1回[29]
- NWA USタッグ王座（トライステート版）：1回（w / ダニー・ホッジ）[30]

L&Gプロモーションズ
- L&Gカリビアン・ヘビー級王座：3回[13]

ナショナル・レスリング・アライアンス
- NWA殿堂：2017年[31]

## 育成選手
- ジノ・ヘルナンデス
- タリー・ブランチャード
- ケビン・フォン・エリック
- トム・プリチャード
- ショーン・マイケルズ